# شهرستان پولوا
شهرستان پولوا (به استونیایی: Põlva maakond) یکی از شهرستان‌های کشور استونی است.
این شهرستان در سال ۲۰۱۱ میلادی ۳۰٬۷۷۸ نفر جمعیت داشته‌است و مرکز آن شهر پولوا است.

## نگارخانه

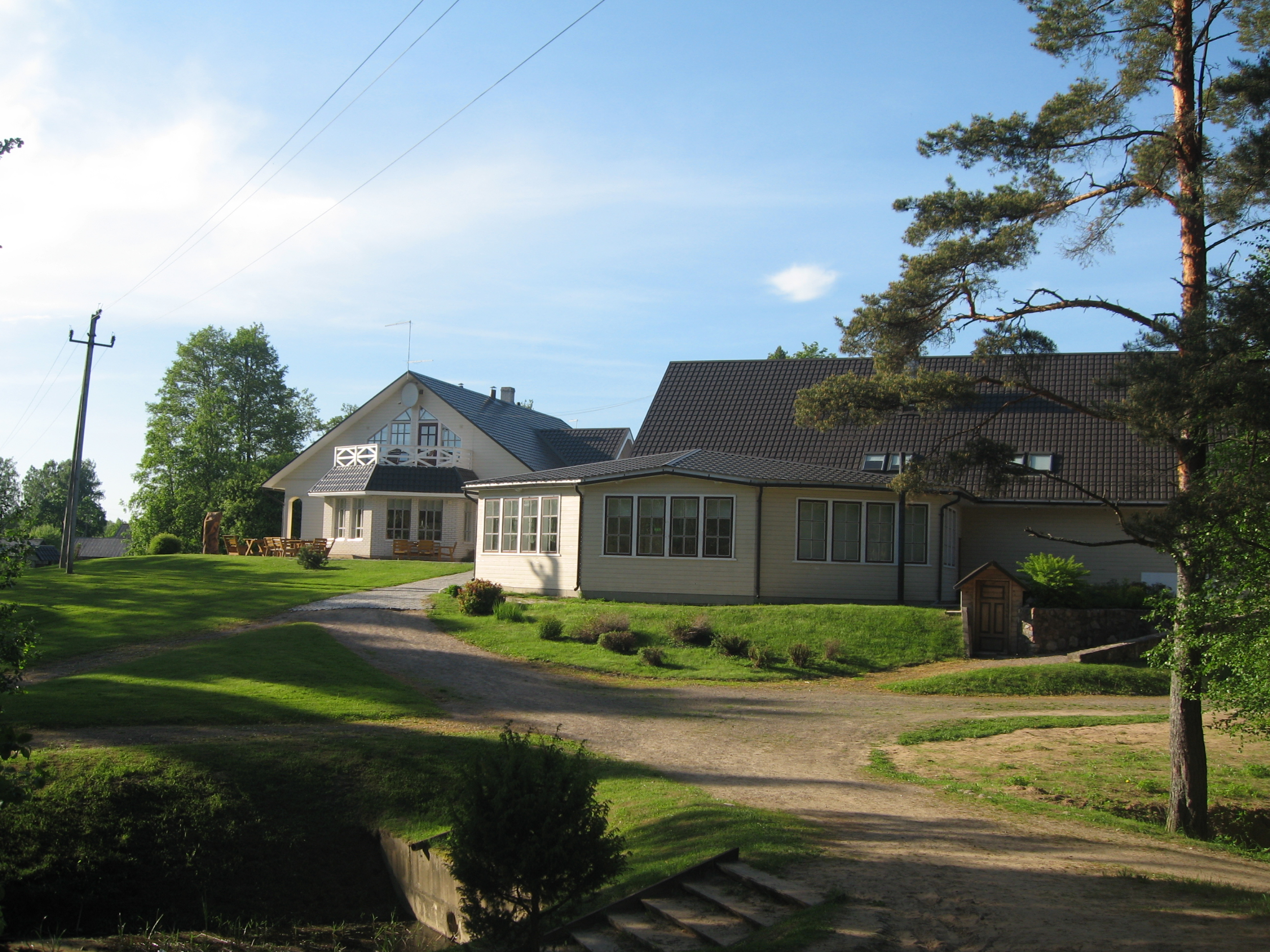
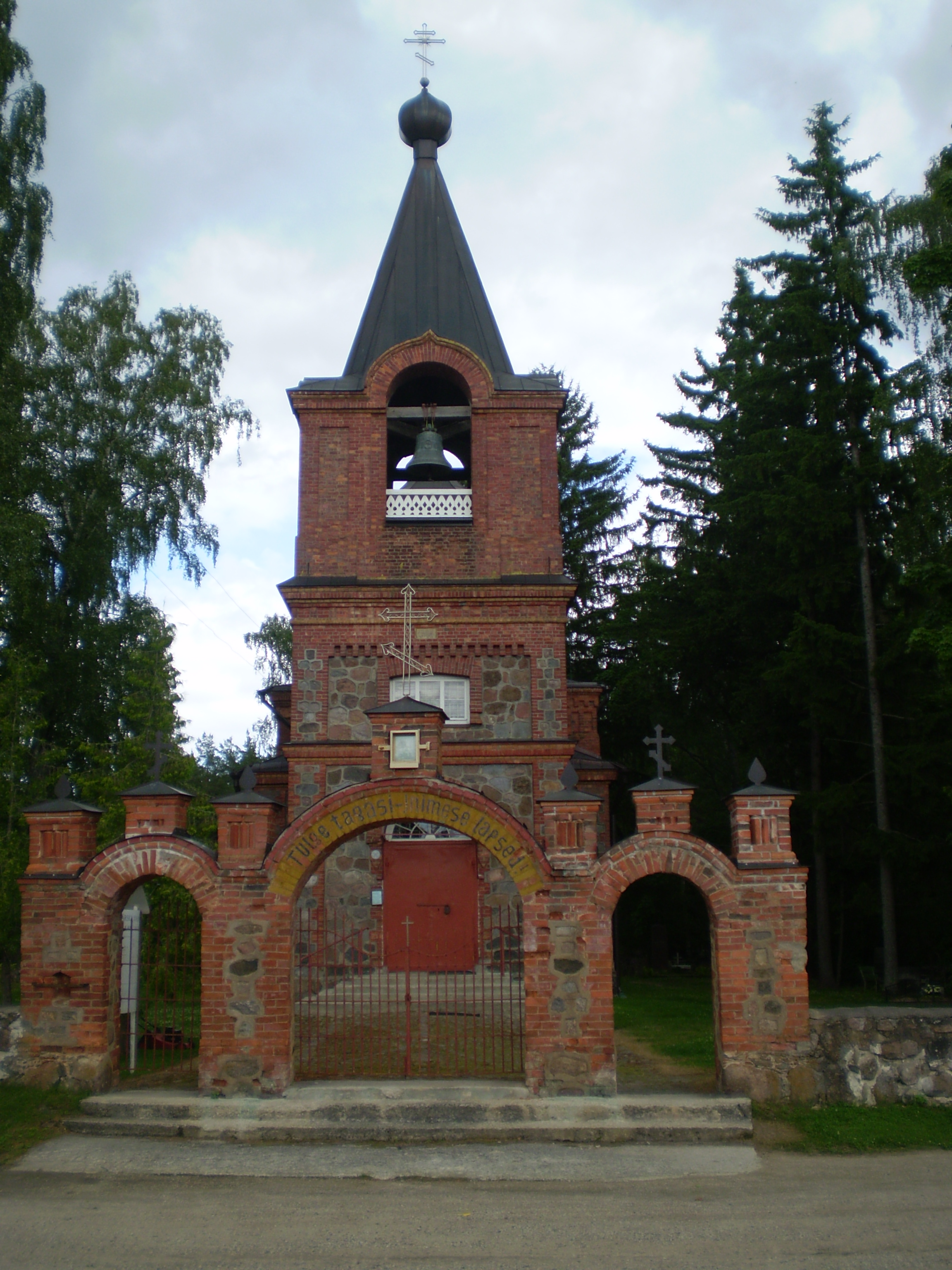
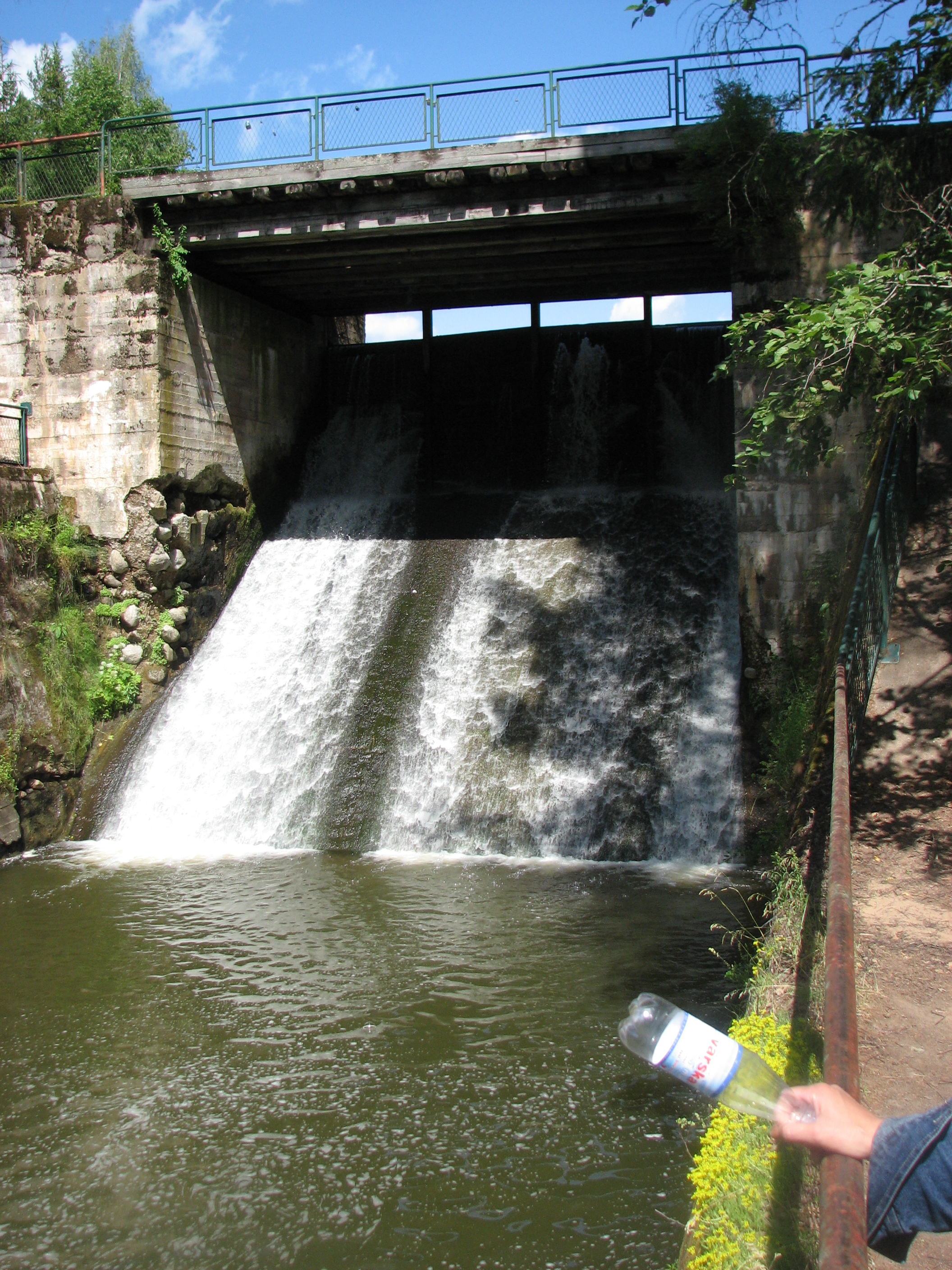
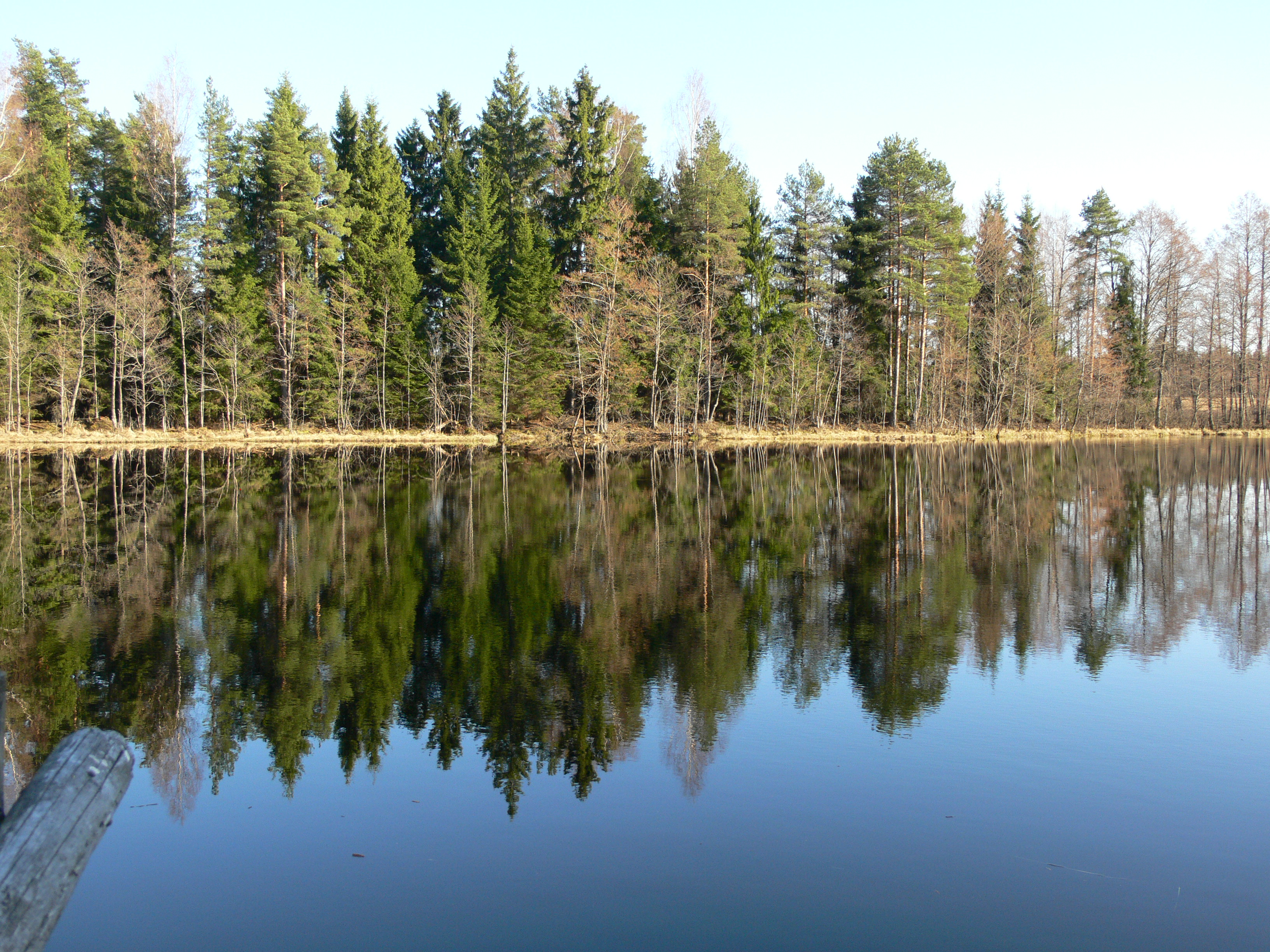
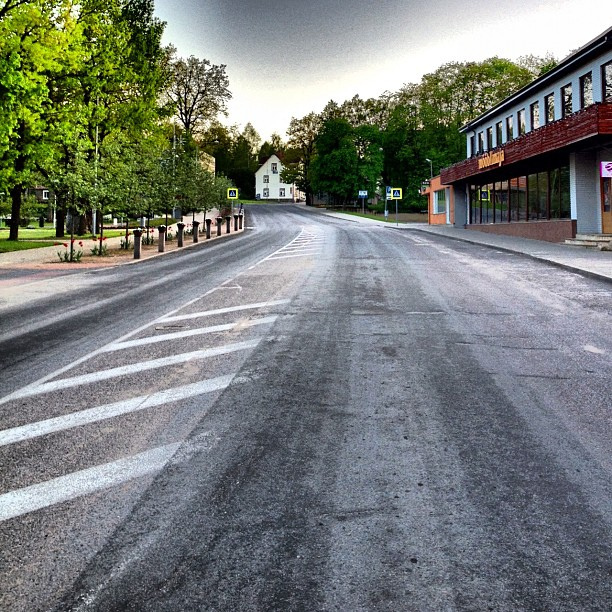
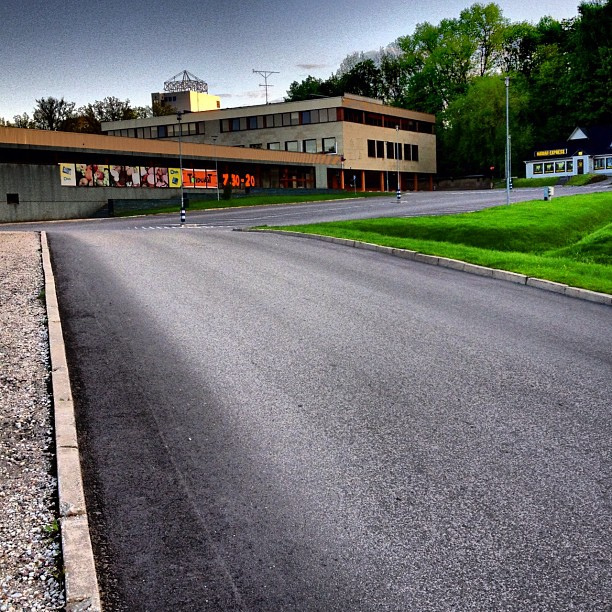
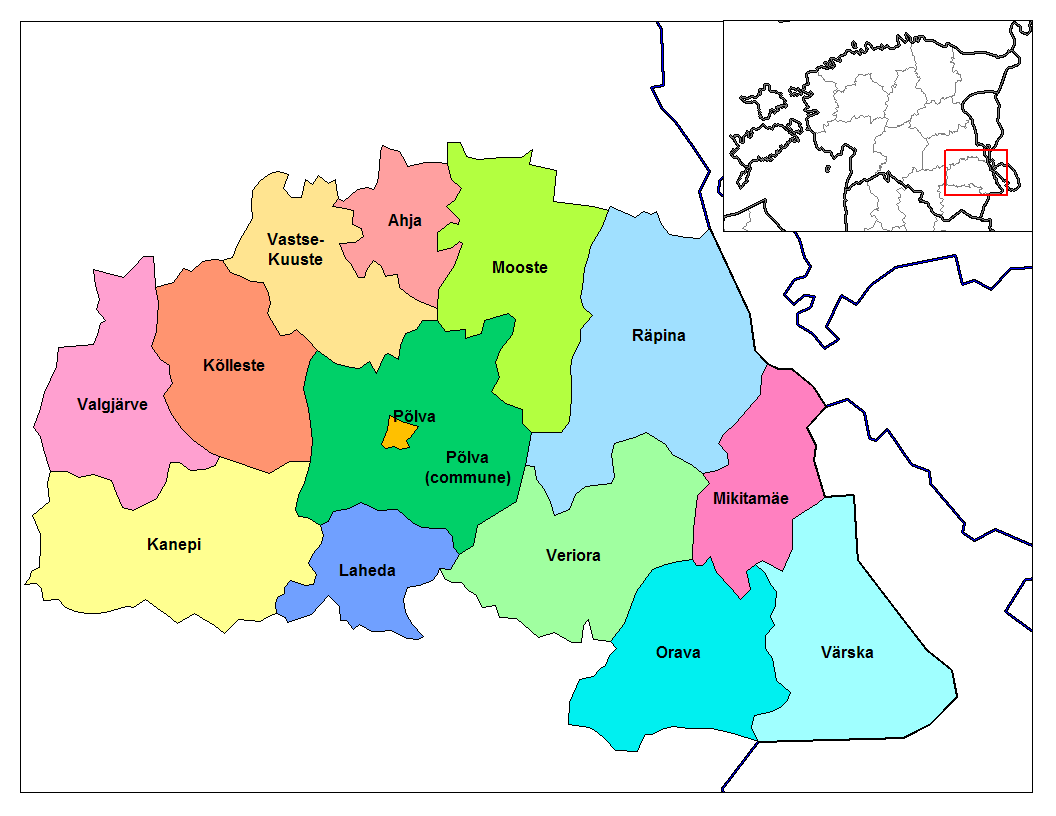

## شهرداری‌ها

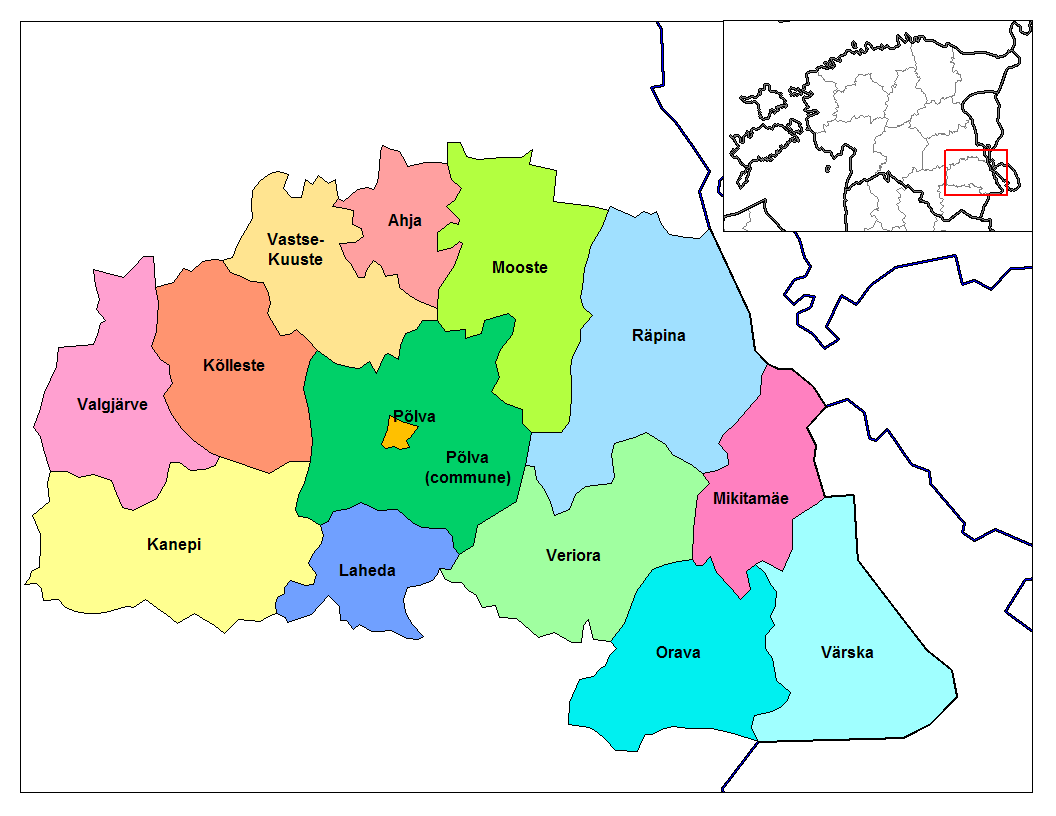
Former municipalities of Põlva County, prior to the 2017 administrative reform.

| رتبه | شهرداری      | نوع     | جمعیت (2018) | مساحت km2 | تراکم |
| ---- | ------------ | ------- | ------------ | --------- | ----- |
| ۱    | دهستان کانپی | روستایی | ۴٬۸۶۴        | ۵۲۵       | ۹٫۳   |
| 2    | دهستان پولوا | روستایی | ۱۴٬۲۷۳       | ۷۰۶       | ۲۰٫۲  |
| ۳    | دهستان رپینا | روستایی | ۶٬۵۱۸        | ۵۹۱       | ۱۱٫۰  |